# Creoleon fulvinervis
Creoleon fulvinervis är en insektsart som beskrevs av Navás 1932. Creoleon fulvinervis ingår i släktet Creoleon och familjen myrlejonsländor. Inga underarter finns listade i Catalogue of Life.